# Межводненское сельское поселение
Межво́дненское се́льское поселе́ние (укр. Міжводненське сільське поселення, крымскотат. Межводное кой юрту, Ярылгъач кой юрту) — муниципальное образование в составе Черноморского района Республики Крым России.

## География
Поселение расположено на севере центральной части района, в степном Крыму, выходя к Каркинитскому заливу Чёрного моря. Граничит на северо-востоке с Далёковским, на востоке с Краснополянским, на юге с Окунёвским и на юго-востоке с Оленевским сельскими поселениями.
Площадь поселения 179,12 км².
Основная транспортная магистраль: автодорога 35К-012 Черноморское — Воинка (по украинской классификации — Т-0107).

## Население
| 2001  | 2014  | 2015  | 2016  | 2017  | 2018  | 2019  |
| ----- | ----- | ----- | ----- | ----- | ----- | ----- |
| 2888  | ↗2967 | ↘2962 | ↗2996 | ↘2960 | ↗2987 | ↘2959 |
| 2020  | 2021  |       |       |       |       |       |
| ↘2947 | ↘2669 |       |       |       |       |       |

## Состав сельского поселения
Поселение включает 5 населённых пунктов:
| № | Населённый пункт | Тип населённого пункта | Население на 2014 год |
| - | ---------------- | ---------------------- | --------------------- |
| 1 | Межводное        | село, центр            | ↗2087                 |
| 2 | Водопойное       | село                   | ↘462                  |
| 3 | Зайцево          | село                   | ↘96                   |
| 4 | Новоульяновка    | село                   | ↘239                  |
| 5 | Снежное          | село                   | ↗83                   |

## История
Ярылгачский сельский совет был создан между 1926 и 1940 годом. Указом Президиума Верховного Совета РСФСР от 21 августа 1945 года он был переименован в Межводненский сельский совет.
С 25 июня 1946 года — в составе Крымской области РСФСР, а 26 апреля 1954 года Крымская область была передана из состава РСФСР в состав УССР. На 15 июня 1960 года в состав совета входили населённые пункты:

| - Багратионово - Владимировка - Внуково - Водопойное | - Вячеславка - Далёкое - Зайцево - Красная Поляна | - Малышовка - Межводное - Новоульяновка - Ромашкино | - Северное - Скали́стое - Снежное - Чайкино |

После образования 1 октября 1966 года Далёковского сельсовета к нему отошли Владимировка и Далёкое, ликвидировано Скалистое. К 1 января 1977 года выделен Краснополянский сельсовет (с сёлами Внуково и Красная Поляна, были упразднены Багратионово, Малышевка, Ромашкино и Чайкино, после 1977 года упразднены Вячеславка и Северное.
С 12 февраля 1991 года сельсовет в восстановленной Крымской АССР, 26 февраля 1992 года переименованной в Автономную Республику Крым. С 21 марта 2014 года в составе Крыма аннексировано Россией. Законом «Об установлении границ муниципальных образований и статусе муниципальных образований в Республике Крым» от 4 июня 2014 года территория административной единицы была объявлена муниципальным образованием со статусом сельского поселения.